# ميكي كوركوران
ميكي كوركوران (بالإنجليزية: Mickey Corcoran)‏ هو لاعب كرة قاعدة أمريكي، ولد في 26 أغسطس 1882 في بوفالو في الولايات المتحدة، وتوفي بنفس المكان في 9 ديسمبر 1950.

## وصلات خارجية
- ميكي كوركوران على موقعبيزبول رفرنس.كوم (الدوري الرئيسي) (الإنجليزية)
- ميكي كوركوران على موقعبيزبول رفرنس.كوم (الدوري الثانوي) (الإنجليزية)